# Disa ornithantha
Disa ornithantha är en orkidéart som beskrevs av Rudolf Schlechter. Disa ornithantha ingår i släktet Disa och familjen orkidéer. Inga underarter finns listade i Catalogue of Life.